# Aulactinia
Aulactinia is een geslacht van zeeanemonen uit de familie van de Actiniidae.

## Soorten
- Aulactinia capitata Agassiz in Verril, 1864
- Aulactinia incubans Dunn, Chia & Levine, 1980
- Aulactinia marplatensis (Zamponi, 1977)
- Aulactinia sinensis Li & Liu, 2012
- Aulactinia stella (Verrill, 1864)
- Aulactinia sulcata (Clubb, 1902)
- Aulactinia veratra (Drayton in Dana, 1846)
- Aulactinia verrucosa (Pennant, 1777)